# Lohbener (plaats)
Lohbener is een bestuurslaag in het regentschap Indramayu van de provincie West-Java, Indonesië. Lohbener telt 6388 inwoners (volkstelling 2010).